# Fort Hancock
Fort Hancock es un lugar designado por el censo ubicado en el condado de Hudspeth en el estado estadounidense de Texas. En el Censo de 2010 tenía una población de 1750 habitantes y una densidad poblacional de 35,19 personas por km².

## Geografía
Fort Hancock se encuentra ubicado en las coordenadas 31°17′21″N 105°50′42″O / 31.28917, -105.84500. Según la Oficina del Censo de los Estados Unidos, Fort Hancock tiene una superficie total de 49.74 km², de la cual 49.07 km² corresponden a tierra firme y 0.66 km² (1.33 %) es agua.

## Demografía
Según el censo de 2010, había 1750 personas residiendo en Fort Hancock. La densidad de población era de 35,19 hab./km². De los 1750 habitantes, Fort Hancock estaba compuesto por el 74.17 % blancos, el 0.34 % eran afroamericanos, el 0.74 % eran amerindios, el 0.34 % eran asiáticos, el 0 % eran isleños del Pacífico, el 22.69 % eran de otras razas y el 1.71 % pertenecían a dos o más razas. Del total de la población el 95.37 % eran hispanos o latinos de cualquier raza.